# Chiesa di Sant'Eufemia (Erba)
La romanica chiesa di sant'Eufemia di Incino d'Erba è una delle ex-chiese plebane più antiche del Triangolo Lariano, della provincia di Como e dell'Arcidiocesi di Milano.

La pieve di Incino è una delle pievi più vaste ed antiche della zona (nel 1285 gli erano assegnate ben 61 chiese), la chiesa è posta sull'antico asse viario che congiungeva Aquileia Brescia, Bergamo, Como ed Ivrea menzionato anche nella Tavola Peutingeriana. Incino è citato da Plinio il Giovane come Licini forum.

## Dedicazione
La chiesa è dedicata a sant'Eufemia di Calcedonia, una santa particolarmente cara ai seguaci dello scisma tricapitolino perché il concilio di Calcedonia, cui gli scismatici si rifacevano, si era svolto proprio nella basilica dedicata a questa santa. È quindi possibile che l'attuale dedicazione della chiesa risalga a un'epoca successiva rispetto al momento della costruzione originaria. Il vescovo di Como Agrippino ebbe un ruolo particolarmente attivo nella diffusione del credo tricapitolino e del culto alla santa, e la dedicazione della chiesa di Erba è fatta risalire a questo periodo e a queste vicende insieme alle altre dedicazioni della basilica di Sant'Eufemia a Grado, la chiesa di Santa Eufemia di Como (ora basilica di San Fedele), la basilica di Sant'Eufemia sull'isola Comacina, quella di Oggiono, di Teglio e quella del castello di Musso. È tuttavia altresì probabile che, vista la presenza di strutture più antiche, per le chiese di Como, di Incino e dell'Isola il culto sia più antico e risalga direttamente a sant'Abbondio che nel Concilio di Calcedonia ebbe un ruolo da protagonista.

## Storia e descrizione
La primitiva costruzione della chiesa risale alla metà del V secolo.
Nei secoli seguenti ha subito diversi ampliamenti e rimaneggiamenti, soprattutto interni, l'ultimo dei quali nell'ultimo quarto del Cinquecento, quando la sede plebana fu spostata alla chiesa di Santa Maria Nascente nel centro di Erba (1584). Questi lavori, anche se a volte pesanti, non hanno cancellato del tutto la primitiva fisionomia.
L'edificio con muratura scandita da lesene, è a pianta rettangolare a navata unica absidata con soffitto a capriate in legno. L'abside di forma semicircolare è la parte più antica della chiesa, nella sua parete esterna sono ancora discernibili gli antichi finestroni di epoca paleocristiana otturati in epoche successive, nonché una serie di laterizi disposti a spina di pesce.
La costruzione, inizialmente con il fronte più arretrato, venne ampliata nel XII secolo, mentre nel XVI o XVIII secolo venne allungata nella sua parte occidentale fino a portarla a ridosso del campanile.
La campagna di scavi archeologici condotta nel 1994 sotto la direzione di Sauro Gelichi dell'Università di Pisa e Isabella Nobili del Museo di Como, ha permesso il recupero dell'antico impianto del battistero alto-medievale dedicato a san Giovanni Battista, come documentato da fonti storiche fino al 1609. Il battistero sorgeva davanti alla chiesa, era a pianta quadrata con un'abside quadrata ad est aggiunta in un secondo momento e al centro il fonte battesimale circolare, costruito sopra un altro più antico di uguale forma. In seguito alla copertura degli scavi, la pavimentazione del sagrato venne risistemata in modo da mettere in evidenza la pianta del battistero e del rispettivo fonte.  
L'imponente campanile alto 32,7 metri che copre larga parte della facciata d'ingresso, è stato costruito nell'XI secolo con utilizzo di materiale di spoglio di epoca romana (tra cui alcuni lapidi) ed è a tre ordini sovrapposti di monofore, bifore e trifore con colonnine variamente ornate ed inizialmente era staccato dalla costruzione della chiesa. In epoca medievale fungeva anche da torre di avvistamento e di difesa di tutta la pieve. Nello stesso periodo della sua costruzione venne scavata anche la cripta triabsidata che era posta sotto la chiesa. La cripta ed il battistero pericolanti vennero demoliti nel XVII secolo con la perdita della dignità prepositurale che passò a favore della chiesa di Santa Maria Nascente.
Nella parte meridionale si addossano al corpo dell'edificio costruzioni di epoca più recenti, già abitate dai sacerdoti che componevano il collegio della pieve di Incino. Tutto il complesso era cinto entro un muro di difesa, attestato almeno fino alla metà del XVI secolo.
Durante gli scavi del 1994, tra l'abside del battistero e la costruzione della chiesa sono state ritrovate diverse sepolture che attestano l'uso dell'area a cimitero.
Due sono le testimonianze figurative di epoca romanica: sopra il portale, il frammento scultoreo raffigurante il Cristo mentre tiene in mano un libro aperto; all'interno, una pregevole acquasantiera marmorea con testine umane a rilievo, reca incisa la data MCCXII (1212) e le lettere P.A.M.E.F., il cui significato è stato interpretato come: "Petrus Antonius me fecit.
Sul lato orientale, la parete esterna della struttura a lato dell'abside ospita due antichi coperchi di sarcofagi, precedentemente utilizzati come elementi strutturali di un maglio databile non oltre il X secolo. 

### L'interno
All'interno, sulla destra, una cappella che fu istituita dalla più importante famiglia locale dei Parravicini, conserva un antico affresco della Madonna rimaneggiato nel secolo scorso. Di fattura popolaresca, l'affresco è di origine tardo medioevale e riproduce la Vergine col Bambino fra santi e committenti; ai lati dell'affresco due pale del XVI secolo raffiguranti "L'Annunciazione", a destra e la "Vergine con Bambino e san Giovannino", a sinistra, di autori sconosciuti.
Ma l'opera più notevole e di grande valore artistico è un grande Crocifisso ligneo del XV-XVI secolo con dipinta la figura di Cristo, di stile giottesco. Nei riquadri, posti nei quattro punti terminali della Croce e venuti in luce solo durante il restauro del 1983, sono effigiati: a sinistra la Vergine Addolorata vestita di nero, a destra san Giovanni, in alto il Cristo Redentore che indica con la mano destra la S.S. Trinità e con la mano sinistra regge il mondo, in basso la coppa raccoglitrice del sangue di Cristo.
Da segnalare anche l'altare maggiore in stile barocco e, presso l'altare della Madonna, un paliotto in scagliola del XVIII secolo.
L'antica plebana di sant'Eufemia di Incino, in occasione del Giubileo del 2000, per volere dell'arcivescovo Carlo Maria Martini, è stata annoverata fra le 23 chiese giubilari dell'Arcidiocesi di Milano.